# Saint-Léonard-de-Noblat
 Saint-Léonard-de-Noblat  (en occitano: Sent Liunard) es una población y comuna francesa, situada en la región de Lemosín, departamento de Alto Vienne, en el distrito de Limoges. Es el chef-lieu del cantón de Saint-Léonard-de-Noblat.
Forma parte del Camino de Santiago.

## Demografía
| 5676 | 5709 | 5457 | 5275 | 5024 | 4764 | 4657 |
| Para los censos de 1962 a 1999 la población legal corresponde a la población sin duplicidades (Fuente: INSEE [Consultar]) |      |      |      |      |      |      |